# Оператор Лапласа
Опера́тор Лапла́са — дія над скалярним або векторним полем, що визначається, як сума других часткових похідних по кожній декартовій координаті. Позначається {\displaystyle \ \Delta } або {\displaystyle \nabla ^{2}}.
Для тривимірного простору
{\displaystyle \Delta ={\frac {\partial ^{2}}{\partial x^{2}}}+{\frac {\partial ^{2}}{\partial y^{2}}}+{\frac {\partial ^{2}}{\partial z^{2}}}}
Оператор Лапласа часто використовується в математичній і теоретичній фізиці.
Справедливе співвідношення:
{\displaystyle \Delta =\nabla ^{2}={\text{div}}\;\nabla }.
Названий на честь французького математика Лапласа.

## Оператор Лапласа в криволінійних системах координат

### Циліндрична система координат
{\displaystyle \Delta ={\frac {1}{\rho }}{\frac {\partial }{\partial \rho }}\left(\rho {\frac {\partial }{\partial \rho }}\right)+{\frac {1}{\rho ^{2}}}{\frac {\partial ^{2}}{\partial \varphi ^{2}}}+{\frac {\partial ^{2}}{\partial z^{2}}}}.

### Сферична система координат
{\displaystyle \Delta ={\frac {1}{r^{2}}}{\frac {\partial }{\partial r}}\left(r^{2}{\frac {\partial }{\partial r}}\right)+{\frac {1}{r^{2}\sin \theta }}{\frac {\partial }{\partial \theta }}\left(\sin \theta {\frac {\partial }{\partial \theta }}\right)+{\frac {1}{r^{2}\sin ^{2}\theta }}{\frac {\partial ^{2}}{\partial \varphi ^{2}}}}.

## Застосування
За допомогою даного оператора зручно записувати рівняння Лапласа, Пуассона і хвильове рівняння. У фізиці оператор Лапласа застосовується в електростатиці і електродинаміці, в багатьох рівняннях фізики суцільних середовищ, а також при вивченні рівноваги мембран, плівок або поверхонь розділу фаз з поверхневим натягом (див. Лапласовий тиск), у стаціонарних задач дифузії та теплопровідності, які зводяться неперервним граничним переходом до звичайних рівнянь Лапласа або Пуассона чи до деяких їх узагальнень.